# Célia Sapart
Célia Sapart, née en 1982, est une climatologue  et glaciologue suisse, chercheuse spécialiste des gaz à effet de serre, des reconstitutions climatiques et du recyclage du dioxide de carbone. 

## Biographie
Originaire du Val-de-Travers, née en 1982, Sapart a étudié les sciences de l’environnement, l’océanographie et la climatologie en France, à l’université de Bordeaux à partir de 2001, à l’université d’East Anglia au Royaume-Uni, ainsi qu’aux États-Unis, à l’université de l'Alaska à Fairbanks. Ayant réalisé un Doctorat sur l’évolution des gaz à effet de serre au Laboratoire de Recherches Marines et Atmosphériques d’Utrecht (Pays-Bas) en 2007, elle effectue ensuite ses recherches entre Laboratoire de glaciologie de l’Université libre de Bruxelles et l’Université d’Utrecht.
Dans le cadre de ses recherches sur les émissions de gaz à effets de serre, Célia Sapart a participé à de nombreuses missions polaires dans le Grand Nord, mais également en Antarctique (Pôle Sud). Elle a notamment participé à un grand programme international de forage glaciaire au sommet du Groenland en 2009, puis elle a traversé l’Océan Arctique en brise-glace en 2014 et l’Océan Austral (Pôle Sud) en 2017.
Conceptrice et auteure du livre et projet pédagogique Sol au Pôle Nord, qui s'adresse plus particulièrement aux enfants de 8 à 10 ans, elle veut sensibiliser les jeunes et moins jeunes à l’urgence climatique de manière positive et en mettant en avant les solutions qui existent à tous les niveaux de notre société. Le livre et le site ont pour objectif de   faire découvrir les enjeux des changements climatiques à travers les aventures de Sol, un petit rayon de soleil. Livre et site internet sont illustrés par Karo Pauwels.